# النجود (المحويت)

تعديل مصدري - تعديل

النجود هي إحدى قرى عزلة بني الوليد بمديرية المحويت التابعة لمحافظة المحويت، بلغ تعداد سكانها 423 نسمة حسب تعداد اليمن لعام 2004.